# Хрулевский, Николай Григорьевич
Николай Григорьевич Хрулевский (18 ноября 1918 года, село Усовка, Полтавская губерния — 1 ноября 1992 года, посёлок Днепровское, Верхнеднепровский район, Днепропетровская область, Украина) — аппаратчик Верхнеднепровского крахмало-паточного комбината Министерства пищевой промышленности Украинской ССР, Днепропетровская область. Герой Социалистического Труда (1971).

## Биография
Родился в 1918 году в крестьянской семье в селе Усовка Полтавской губернии. Окончив семилетку, трудился в местном колхозе. В декабре 1939 года призван на срочную службу в Красную Армию. Принимал участие в Советско-финляндской войне. Потом служил на Северном Кавказе в 44-м запасном артиллерийском гаубичном полку. С 1941 года — участник Великой Отечественной войны. Воевал в 125-й отдельной гаубичной артиллерийской бригаде Резерва Главного командования, позднее — в 32-м Гвардейском Краснознамённом ордена Суворова артиллерийского гаубичного полка. В 1943 году вступил в ВКП(б). Освобождал Северный Кавказ, Крым, Белоруссию и Австрию. В 1946 году демобилизовался.
С 1949 года — аппаратчик Бесланского маисного завода Северо-Остеинской АССР. В 1960 году по направлению приехал в посёлок Днепровское, где стал трудиться аппаратчиком Днепровского крахмало-паточного комбината. С 1970 года — диспетчер сырьевого цеха.
Досрочно выполнил личные социалистические обязательства и плановые производственные задания Восьмой пятилетки (1965—1970). Указом Президиума Верховного Совета СССР от 26 апреля 1971 года «за выдающиеся успехи, достигнутые в выполнении заданий пятилетнего плана по развитию пищевой промышленности» удостоен звания Героя Социалистического Труда с вручением ордена Ленина и золотой медали Серп и Молот.
Трудился на комбинате до выхода на пенсию.
Проживал в посёлке Днепровское, где скончался в ноябре 1992 года. Похоронен на местном кладбище.
Награды
- Герой Социалистического Труда
- Орден Ленина
- Орден Отечественной войны 2 степени (11.03.1985)
- Орден Трудового Красного Знамени (21.07.1966)
- Медаль «За оборону Кавказа»
- Медаль «За отвагу» (22.10.1943)